# Nombulelo Hermans
Nombulelo Lilian Hermans (1 de enero de 1970 - 18 de enero de 2021) fue una política sudafricana por el Congreso Nacional Africano, quien fungió como miembro de la Asamblea Nacional de Sudáfrica desde 2019 hasta su fallecimiento en 2021.

## Carrera política
En 1985 Hermans se unió a las Juventudes de Colesberg. Después del fin del apartheid participó en la creación de la delegación del Congreso Nacional Africano en Colesberg. Hermans fue electa al Comité Ejecutivo Regional de Pixley ka Seme del CNA en 2002, y también estuvo en el Comité de Trabajo Regional. Más tarde, Hermans fue electa tesorera general del CNA, posteriormente alcanzando el cargo de vicepresidenta regional. Fue también miembro del Comité Ejecutivo Provincial y el Comité de Trabajo Provincial del CNA en el Cabo Septentrional.
Hermans fue la alcaldesa de la municipalidad de Umsobomvu (en el escaño de Colesberg) durante dos períodos, y además fue la presidenta (de la legislatura) de la municipalidad del Distrito de Pixley ka Seme. También fungió como vicepresidenta segunda de la Asociación de Gobiernos Locales de Sudáfrica.

## Trayectoria en el parlamento
Hermans obtuvo el 111.º lugar en la lista nacional del partido en las elecciones generales de 2019; pero no fue suficiente para alcanzar un escaño en la Asamblea Nacional, ya que el CNA solamente ganó 108 escaños de la lista nacional. Sin embargo, Sylvia Lucas rechazó el escaño que obtuvo, y tras eso el CNA eligió a Hermans como su sustituta. Tomó juramento el 13 de junio de 2019, pasado poco más de un mes la elección.
El 27 de junio de 2019 Hermans fue asignada a la Comisión de Empleo y Trabajo. Ingresó a la Comisión Mixta Permanente de Inteligencia en octubre de 2019.

## Muerte
Hermans falleció por complicaciones del COVID-19 el 18 de enero de 2021, durante la pandemia Pandemia de COVID-19 en Sudáfrica.